# 265. Infanterie-Division (Wehrmacht)
Die 265. Infanterie-Division war ein deutscher Großverband, der im Zweiten Weltkrieg aufgestellt und eingesetzt wurde.

## Geschichte

### Aufstellung
Die Division wurde am 20. Mai 1943 auf dem Truppenübungsplatz Bergen als bodenständige Division durch den Wehrkreis XI aufgestellt und später in Frankreich eingesetzt. Der Stab entstand später aus dem Stab der 403. Sicherungs-Division. Divisionsquartier war Halberstadt. Die Einheiten wurden aus allen Wehrkreisen des norddeutschen Raumes gebildet. Jedes der Grenadier-Regiment bestand aus drei Bataillonen. Das Artillerie-Regiment mit drei Abteilungen wurde mit russischen Beutewaffen und in der 7. bis 9. Batterie mit deutschen 10-cm-Kanonen ausgestattet. Bei Aufstellung wurde keine Panzerjäger-Abteilung und kein Füsilier-Bataillon aufgestellt. 
Mit August 1943 erfolgte die Verlegung nach Nordfrankreich in den Raum um die Stadt Quimper.

### Verlegung nach Frankreich
Von August 1943 bis April 1944 war die Division dem XXV. Armeekorps der 7. Armee in der Heeresgruppe D unterstellt.
Im Mai wurde der Verband mit seinem Korps und der 7. Armee der Heeresgruppe B unterstellt. Wodurch sich allerdings für die Division nichts änderte, da der Verband weiterhin im Raum Quimper stand.

### Operation Overlord
Am 6. Juni 1944 veränderte sich die Situation schlagartig durch die lange erwartete alliierte Landungsoperation. Dies betraf die Division nicht unmittelbar, da die Landungsabschnitte über 300 km Luftlinie entfernt waren. Doch ab Juli änderte sich die Lage im gesamten Norden Frankreichs. Die Division stellte in der Normandie eine Kampfgruppe im LXXXIV. Armeekorps der 7. Armee, der Rest der Division stand im Juli immer noch im Raum Quimper.
Als die alliierten Streitkräfte im Westen der Frontlinie nach Süden die Frontlinie durchbrachen und tief umfassend vorstießen, wurde die Division im August unmittelbar der Heeresgruppe D unterstellt. 
Die Divisionstruppen wichen letztlich im September mit dem XXV. Armeekorps vor dem amerikanischen Vorstoß auf Brest in Richtung Lorient aus. Große Truppenteile erreichten den Raum Saint-Nazaire, während die in die Normandie verlegten Truppenteile vernichtet wurden.

### Saint-Nazaire
Mit der Masse eingeschlossen in Saint-Nazaire (siehe Schlacht um die Bretagne und Festung St. Nazaire) wurde die 265. Infanterie-Division mit dem 2. Oktober 1944 als vernichtet betrachtet und formell aufgelöst. Doch in der Festung St. Nazaire hielten die restlichen Divisionstruppen gemeinsam mit Marine-, Luftwaffen- und Sicherungskräften des Marinestützpunkt einen großen Frontbogen rund um die Stadt St. Nazaire. Der Divisionskommandeur, Generalmajor Hans Junck, ließ unmittelbar nach dem Eintreffen der Divisionstruppen einen großen Sicherungsring mit Feldstellungen ausreichend weit von der Stadt Saint-Nazaires entfernt errichten, die durch Hitler zur Festung erklärt wurde. 
In den Monten der Einkesselung wurde ein Teil der Division, der in Saint-Nazaire stand, in der Kampfuntergruppe Sonnenburg organisiert. Diese wurde nach einiger Zeit in Kampfuntergruppe Vilains umbenannt.
Die Reste der Division blieben u. a. in Saint-Nazaire und im Bereich Lorient dem XXV. Armeekorps unterstellt. 
Kleinere Teile der Division waren in Lorient eingeschlossen und wurden dort Anfang 1945 vom General der Artillerie Wilhelm Fahrmbacher kommandiert, die in Saint-Nazaire vom Generalmajor Maximilian Hünten. 

### Kapitulation
Der größte Teil dieser Divisionsreste kapitulierte zu Kriegsende gegenüber den Alliierten und ging in alliierte Kriegsgefangenschaft.

## Gliederung
Zur Aufstellung
- Grenadier-Regiment 894 (aus WK III, X und VI)
- Grenadier-Regiment 895 (aus WK XI)
- Grenadier-Regiment 896 (aus WK I und II)
- Artillerie-Regiment 265 (aus WK I, II, III, VI, X und XI)
- Divisionstruppen Nr. 265

Weitere Teile
- Nordkaukasisches Bataillon 800, ab April 1944 als I./894 anstelle von I./894, welches im Oktober 1943 abgegeben wurde
- Ost-Bataillon 654, ab April 1944 als neue III./895

## Kommandeure
- Generalleutnant Walther Düvert: von der Aufstellung bis Ende Juli 1944
- Generalmajor/Generalleutnant Hans Junck: von Ende Juli 1944 bis zur Auflösung